# شاه‌فنر (ساعت)

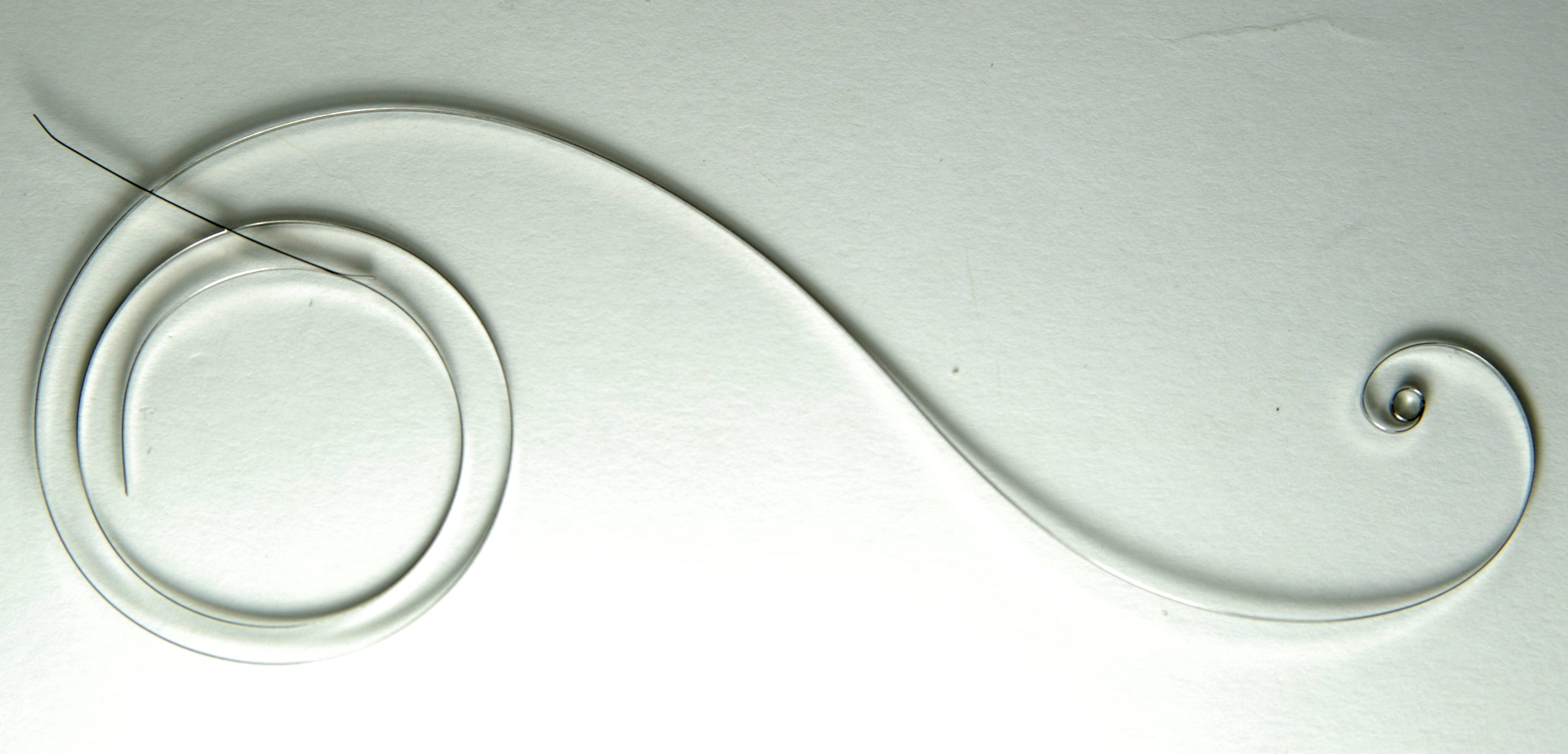
یک شاه‌فنر ساعت مدرن که باز شده.

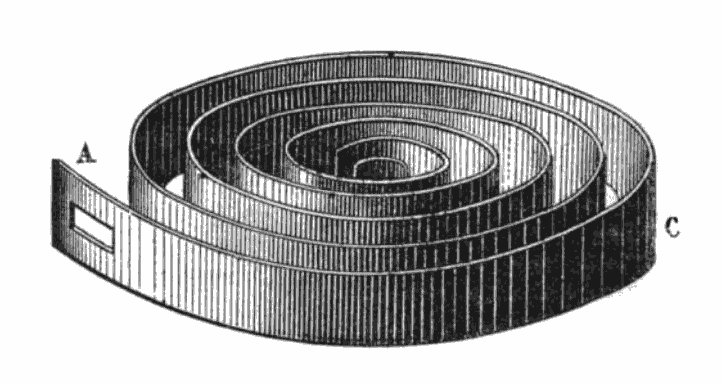
شاه‌فنر ساعت

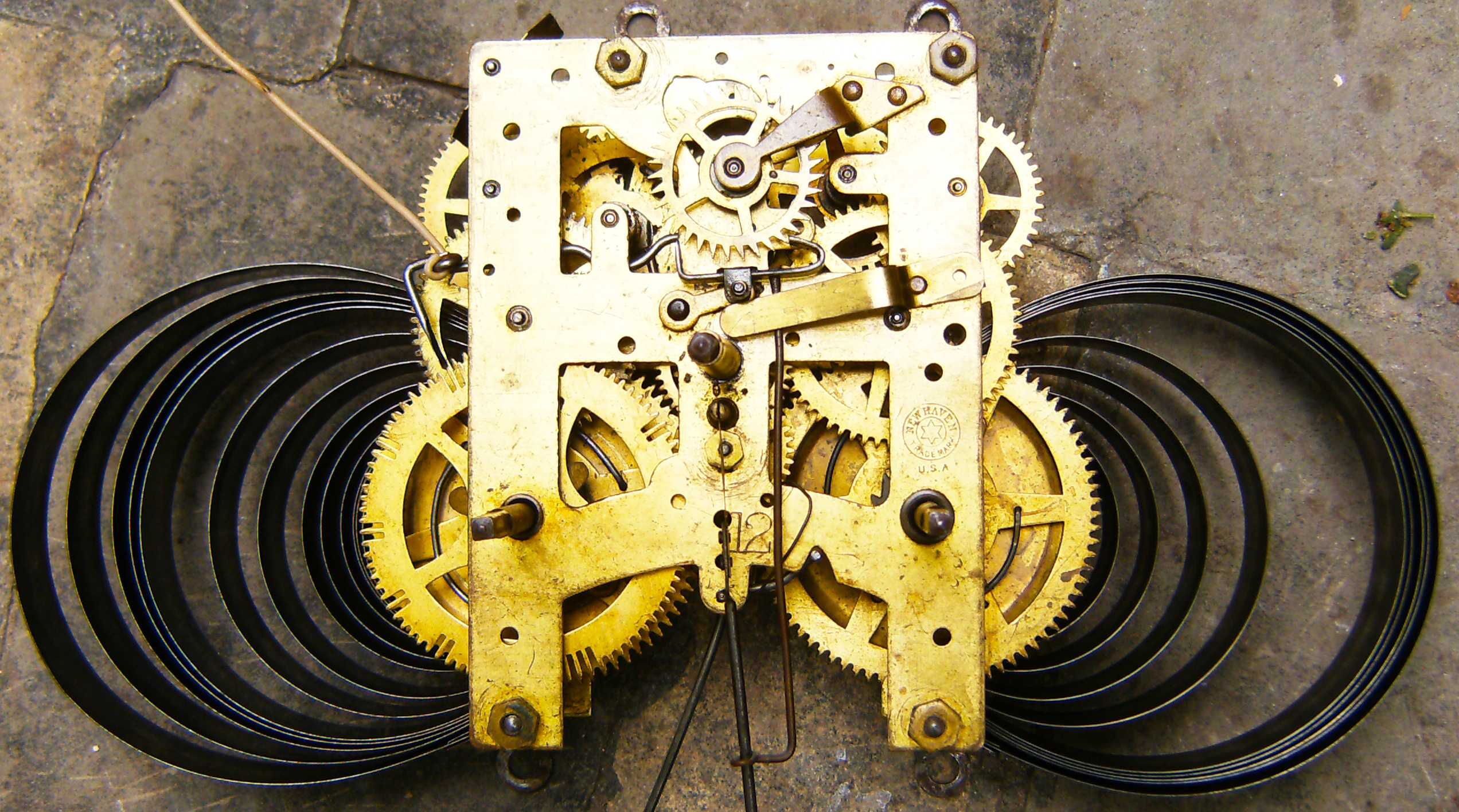
موتور یک ساعت دیواری آونگی که دو شاه‌فنر را نشان می‌دهد که آن را تغذیه می‌کنند. این یک ساعت زنگ‌دار است که ساعت‌ها را روی یک زنگ به صدا درمی‌آورد. یکی از فنرها چرخ‌دنده زمان‌سنجی را تغذیه می‌کند در حالی که دیگری چرخ‌دنده زنگ‌دار را تغذیه می‌کند.

شاه‌فَنَر (انگلیسی: Mainspring) یک فنر پیچشی مارپیچی از جنس روبان فلزی - معمولاً فولاد فنری - است که به عنوان منبع انرژی در ساعت‌های مکانیکی، برخی ساعت‌ها و سایر مکانیسم‌های ساعت استفاده می‌شود. کوک کردن ساعت، با چرخاندن یک دستگیره یا کلید، انرژی را در فنر اصلی با پیچاندن مارپیچ سفت‌تر ذخیره می‌کند. نیروی شاه‌فنر سپس چرخ‌های ساعت را در حین باز شدن می‌چرخاند تا زمانی که به کوک کردن بعدی نیاز باشد. صفت‌های کوکی و فنری به سازوکارهایی اطلاق می‌شود که توسط شاه‌فنر تغذیه می‌شوند، که شامل زمان‌سنج‌های آشپزخانه، مترونوم، جعبه‌های موسیقی، اسباب‌بازی‌های کوکی و رادیوهای کوکی نیز می‌شود.

## شاه‌فنرهای امروزی
شاه‌فنر مدرن ساعت، یک نوار بلند از فولاد سخت و آبی یا آلیاژ فولادی تخصصی است که ۲۰ تا ۳۰ سانتی‌متر طول و ۰٫۰۵–۰٫۲ میلی‌متر ضخامت دارد. شاه‌فنر در حرکت رایج یک روزه به گونه‌ای محاسبه می‌شود که ساعت را قادر می‌سازد ۳۶ تا ۴۰ ساعت کار کند، یعنی ۲۴ ساعت بین کوک‌های روزانه با ذخیره انرژی ۱۲ تا ۱۶ ساعت، در صورتی که صاحب ساعت دیرتر آن را کوک کند. این استاندارد معمولی برای ساعت‌های دستی و همچنین ساعت‌های خودکار است. موتورهای ۸ روزه، که در ساعت‌هایی که قرار است هفتگی کوک شوند استفاده می‌شود، حداقل ۱۹۲ ساعت انرژی را تأمین می‌کنند اما از شاه‌فنرهای بلندتر و بشکه‌های بزرگتر استفاده می‌کنند. شاه‌فنرهای ساعت شبیه به فنرهای ساعت هستند، فقط بزرگتر.
از سال ۱۹۴۵، آلیاژهای فولاد کربنی به‌طور فزاینده‌ای با آلیاژهای ویژه جدیدتر (آهن، نیکل و کروم با افزودن کبالت، مولیبدن یا بریلیم) و همچنین آلیاژهای نورد سرد (سخت شدن ساختاری) جایگزین شده‌اند. این فنرها که به عنوان فنرهای «فلزی سفید» (در مقابل فولاد کربنی آبی) برای ساعت‌سازان شناخته می‌شوند، از جنس فولاد زنگ‌نزن هستند و دارای حد کشسانی بالاتری هستند. آنها کمتر در معرض خم شدن دائمی (خسته شدن) هستند و به سختی خطر شکستن آنها وجود دارد. برخی از آنها نیز عملاً غیر مغناطیسی هستند. آلیاژهای اختصاصی شامل SPRON ساخته شده توسط سیکو و Nivarox توسط گروه سواچ هستند.
در شکل آرام خود، شاه‌فنرها در سه شکل متمایز ساخته می‌شوند:
- مارپیچ حلقه‌ای: اینها در یک جهت در یک مارپیچ ساده پیچیده می‌شوند.
- نیمه‌معکوس: انتهای بیرونی فنر در جهت معکوس کمتر از یک دور (کمتر از ۳۶۰ درجه) پیچیده می‌شود.
- معکوس (مقاوم): انتهای بیرونی فنر در جهت معکوس برای یک یا چند دور (بیش از ۳۶۰ درجه) پیچیده می‌شود.

انواع نیمه‌معکوس و معکوس نیروی بیشتری را در پایان دوره اجرا، زمانی که فنر تقریباً تمام انرژی خود را از دست داده است، فراهم می‌کنند تا ساعت را با سرعت ثابت تا انتها کار کند.

## عملکرد
شاه‌فنر به دور محوری به نام آربور پیچیده شده و از داخل به آن متصل است. در بسیاری از ساعت‌ها، انتهای بیرونی فنر به یک پایه ثابت وصل می‌شود. با چرخاندن آربور، فنر کوک می‌شود و پس از کوک شدن، نیروی آن آربور را در جهت مخالف می‌چرخاند تا ساعت کار کند. عیب این طراحی فنر باز این است که هنگام کوک کردن، نیروی محرکه از سازوکار ساعت قطع می‌شود و ممکن است ساعت از کار بیفتد. این نوع فنر اغلب در ساعت‌های زنگ‌دار، جعبه‌های موسیقی و تایمرهای آشپزخانه استفاده می‌شود که توقف سازوکار در حین کوک شدن مشکلی ایجاد نمی‌کند. سازوکار کوک همیشه یک چرخ جغجغه با یک ضامن (که ساعت‌سازان آن را کلیک می‌نامند) دارد تا از باز شدن فنر جلوگیری کند.
در ساعت‌های مدرن، شاه‌فنر به دور آربور پیچیده شده و درون یک جعبه استوانه‌ای به نام بشکه قرار می‌گیرد که می‌تواند آزادانه بچرخد. این نوع طراحی بشکه کوکی نام دارد. فنر از داخل به آربور و از بیرون به بشکه متصل است. این اتصالات با قلاب‌ها یا زبانه‌های کوچک و سوراخ‌های مربعی در انتهای فنر ایجاد می‌شوند تا تعویض آن آسان باشد.
شاه‌فنر با چرخاندن آربور کوک می‌شود، اما نیروی محرکه ساعت را بشکه تأمین می‌کند. این طراحی اجازه می‌دهد تا در حین کوک شدن، ساعت همچنان به کار خود ادامه دهد. کوک کردن ساعت باعث چرخش آربور و سفت شدن فنر اصلی می‌شود و آن را محکم‌تر به دور آربور می‌پیچد. آربور یک چرخ جغجغه با یک ضامن دارد که از چرخش معکوس آربور و باز شدن فنر جلوگیری می‌کند. پس از کوک شدن، آربور ثابت می‌ماند و کشش شاه‌فنر، بشکه را که حلقه‌ای از دندانه‌های چرخ‌دنده در اطراف آن قرار دارد، می‌چرخاند. این دندانه‌ها با یکی از چرخ‌دنده‌های ساعت، معمولاً چرخ‌دنده مرکزی، درگیر می‌شوند و چرخ دنده‌ها را به حرکت درمی‌آورند. بشکه معمولاً هر ۸ ساعت یک بار می‌چرخد، بنابراین یک فنر معمولی ۴۰ ساعته برای باز شدن کامل به ۵ دور چرخش نیاز دارد.

## خطرات
شاه‌فنر انرژی زیادی در خود ذخیره می‌کند. اگر هنگام باز کردن اجزای ساعت احتیاط نشود، فنر می‌تواند ناگهان آزاد شود و باعث آسیب جدی شود. قبل از سرویس، شاه‌فنرها را با کشیدن ضامن به عقب در حالی که کلید کوک را نگه داشته‌اید، به آرامی «شل» می‌کنند تا فنر به آرامی باز شود. با این حال، حتی در حالت شل، شاه‌فنرها دارای تنش باقی مانده خطرناکی هستند. ساعت‌سازان از ابزاری به نام «کوک‌کننده فنر اصلی» برای نصب و برداشتن ایمن آنها استفاده می‌کنند. فنرهای بزرگ ساعت‌ها قبل از برداشتن توسط «گیره‌های فنر اصلی» مهار می‌شوند.

## تاریخچه
شاه‌فنرها در اولین ساعت‌های فنردار در قرن پانزدهم در اروپا ظاهر شدند. این جایگزین وزنه‌ای شد که از طنابی که به دور قرقره پیچیده شده بود آویزان بود، که منبع انرژی مورد استفاده در تمام ساعت‌های مکانیکی قبلی بود. حدود سال ۱۴۰۰، فنرهای مارپیچی در قفل‌ها مورد استفاده قرار گرفتند و بسیاری از ساعت‌سازان اولیه نیز قفل‌ساز بودند. فنرها در ساعت‌ها به کار گرفته شدند تا آنها را کوچک‌تر و قابل حمل‌تر از ساعت‌های وزنه‌ای قبلی کنند که تا سال ۱۶۰۰ به اولین ساعت‌های جیبی تبدیل شدند. بسیاری از منابع به اشتباه اختراع شاه‌فنر را به پیتر هنلین (همچنین هِنله یا هِله)، ساعت‌ساز نورنبرگی در حدود سال ۱۵۱۱ نسبت می‌دهند. با این حال، بسیاری از منابع در قرن پانزدهم به ساعت‌های قابل حمل «بدون وزنه» اشاره می‌کنند و حداقل دو نمونه باقی مانده نشان می‌دهد که ساعت‌های فنردار در سال‌های اولیه آن قرن وجود داشته‌اند. قدیمی‌ترین ساعت باقی مانده که با شاه‌فنر کار می‌کند، بورگوندروه (ساعت بورگوندی) است، یک ساعت مجلسی طلاکاری شده و مزین، که در حال حاضر در موزه ملی ژرمنی در نورنبرگ قرار دارد، که شمایل‌نگاری آن نشان می‌دهد که در حدود سال ۱۴۳۰ برای فیلیپ خوب، دوک بورگوندی ساخته شده است.
اولین شاه‌فنرها از فولاد و بدون عملیات حرارتی یا سخت‌کاری ساخته می‌شدند. آنها خیلی طولانی کار نمی‌کردند و مجبور بودند دو بار در روز کوک شوند. هِنلاین به خاطر ساختن ساعت‌هایی که ۴۰ ساعت بین کوک‌ها کار می‌کردند، مشهور بود. روش‌های ساخت شاه‌فنر در قرن هجدهم توسط [b] توضیح داده شده است:
مشکلی در طول تاریخ ساعت‌ها و ساعت‌های فنردار این است که نیروی (گشتاور) ارائه شده توسط یک فنر ثابت نیست، بلکه با باز شدن فنر کاهش می‌یابد (نمودار را ببینید). با این حال، برای حفظ زمان دقیق، زمان‌سنج‌ها باید با سرعت ثابتی کار کنند. سازوکارهای زمان‌سنجی هرگز کاملاً همزمان نیستند، به این معنی که سرعت آنها تحت تأثیر تغییرات نیروی محرکه قرار می‌گیرد. این امر به ویژه در مورد چرخ‌دنگ میله‌ای اولیه که قبل از ظهور فنر رقاصک در سال ۱۶۵۷ استفاده می‌شد، صادق بود؛ بنابراین ساعت‌های اولیه در طول دوره کار خود با کم شدن نیروی شاه‌فنر، کند می‌شدند و باعث زمان‌سنجی نادرست می‌شدند.
دو راه‌حل برای این مشکل در ساعت‌های اولیه فنردار در قرن پانزدهم ظاهر شد: ترمز فنر و فوزه:

## ترمز فنر
ترمز فنر یا استک‌فرید (Stackfreed) یک بادامک خارج از مرکز بود که بر روی آربور فنر اصلی نصب شده بود، با یک غلتک فنری که به آن فشار می‌آورد. بادامک شکلی شبیه «حلزون» داشت، بنابراین در اوایل دوره کار، زمانی که شاه‌فنر به شدت فشار می‌آورد، فنر به قسمت پهن بادامک فشار می‌آورد و نیروی مخالف قوی را فراهم می‌کرد، در حالی که بعداً در دوره کار با کاهش نیروی فنر اصلی، فنر به قسمت باریک‌تر بادامک فشار می‌آورد و نیروی مخالف نیز کاهش می‌یافت. ترمز فنر اصطکاک زیادی را اضافه کرد و احتمالاً زمان کارکرد ساعت را به میزان قابل توجهی کاهش داد. این فقط در برخی از ساعت‌های آلمانی استفاده می‌شد و پس از حدود یک قرن کنار گذاشته شد.

## قرقره حلزونی
قرقره حلزونی یا فوزه یک نوآوری بسیار ماندگارتر بود. این یک قرقره مخروطی شکل بود که توسط یک زنجیر پیچیده شده به دور بشکه فنر اصلی چرخانده می‌شد. شکل منحنی آن به‌طور مداوم مزیت مکانیکی پیوند را برای یکنواخت کردن نیروی فنر اصلی در هنگام پایین آمدن تغییر می‌داد. قرقره‌های حلزونی به روش استاندارد برای به دست آوردن گشتاور ثابت از یک فنر اصلی تبدیل شدند. آنها از اولین حضورشان تا قرن نوزدهم که بشکه کوکی به دست گرفت، در بیشتر ساعت‌ها و ساعت‌های فنردار و در زمان‌سنج‌های دریایی تا دهه ۱۹۷۰ استفاده می‌شدند.